# Heliophanus curvidens
Heliophanus curvidens är en spindelart som först beskrevs av Pickard-Cambridge O. 1872.  Heliophanus curvidens ingår i släktet Heliophanus och familjen hoppspindlar. Inga underarter finns listade i Catalogue of Life.